# Morus
Morus é um género de árvores caducifólias, que são conhecidas por amoreiras, nativas das regiões temperadas e subtropicais da Ásia, África e América do Norte, sendo que a maioria das espécies do género é asiática.
As plantas do género Broussonetia, intimamente relacionado com o Morus, são também vulgarmente conhecidas por amoreiras, nomeadamente a Amoreira de papel (Broussonetia papyrifera).
Trata-se de árvores de porte médio que podem atingir cerca de 4 a 5 metros de altura, possuem casca ligeiramente rugosa, escura e copa grande. As folhas têm coloração mais ou menos verde, com uma leve pilosidade que as torna ásperas. As flores são de tamanho reduzido e cor branco-amarelada. As amoreiras crescem bem em todo o Brasil e Portugal e apresentam crescimento rápido, adaptando-se a qualquer tipo de solo, preferindo os úmidos e profundos. Frutifica de Setembro a Novembro no Brasil, e de Maio a Agosto em Portugal.
As amoras são frutos pendentes, de coloração vermelho-escura, quase preta, quando maduros, com polpa vermelho-escura comestível. A coloração de seus frutos varia de acordo com a espécie à qual pertencem e conforme o seu grau de maturação.
As espécies de amoreira mais cultivadas são:
- Morus rubra, que produz a amora-vermelha
- Morus alba, amora-branca e
- Morus nigra, amora-preta

Originárias da Ásia, as amoreiras foram introduzidas na Europa por volta do século VI quando o Imperador Romano e Bizantino Justino promoveu a cultura dos Bichos-da-Seda e em Portugal só a partir do século XVI. No Brasil, a amoreira — em especial a negra — cresce bem em toda parte, podendo ser encontrada de forma subespontânea em praticamente todas as regiões do país.
Se a amoreira-branca é a preferida na criação do bicho-da-seda, que se alimenta de suas folhas, a amoreira-negra costuma ser a preferida para o consumo alimentar humano, pelo sabor mais pronunciado de seus frutos que são, também, mais volumosos. Além disso, a amoreira-negra é árvore de características ornamentais pois, apesar de não alcançar muita altura, sua copa, de folhas abundantes, proporciona boa sombra.
Todas as amoras são ricas em vitamina C e caracterizam-se por sua forma típica, gerada a partir do agrupamento de vários e minúsculos frutos que se unem formando uma polpa rica em água e açúcar. As amoras são geralmente consumidas ao natural e podem ser servidas também com creme chantili; são igualmente utilizadas no preparo de tortas, sorvetes, compotas, geleias, doces cristalizados ou em massa, ou transformadas em licores e xaropes.

## Espécies
A taxonomia deste género é complexa e disputada. Mais de 150 nomes de espécies foram já publicados, mas apenas 10 a 16 são geralmente aceitas, embora diferentes fontes citem diferentes selecções de nomes aceitos. A classificação torna-se ainda mais complicada devido à frequente hibridização entre espécies e ao fato de muitos destes híbridos serem férteis.
As espécies seguintes são geralmente aceitas:
- Morus alba (Amoreira branca; Extremo Oriente)
- Morus australis (Amoreira chinesa; Sudeste Asiático)
- Morus insignis (Amoreira americana; América central e América do Sul)
- Morus mesozygia (Amoreira africana; África central e do sul)
- Morus microphylla (Amoreira do Texas; Sul e centro da América do Norte (Texas e México)
- Morus nigra (Amoreira negra; Sudoeste Asiático)
- Morus rubra (Amoreira vermelha; Leste da América do Norte)

As seguintes, todas provenientes do leste e sul da Ásia, são também aceites por uma ou mais listas taxonómicas e estudos:
a sinonímia fornecida por outras listas e estudos está indicada entre parênteses:
- Morus atropurpurea
- Morus bombycis (M. australis)
- Morus cathayana
- Morus indica (M. alba)
- Morus japonica (M. alba)
- Morus kagayamae (M. australis)
- Morus laevigata (M. alba var. laevigata, M. macroura)
- Morus latifolia (M. alba)
- Morus liboensis
- Morus macroura (M. alba var. laevigata)
- Morus mongolica (M. alba var. mongolica)
- Morus multicaulis (M. alba)
- Morus notabilis
- Morus rotundiloba
- Morus serrata (Amoreira dos Himalaias M. alba var. serrata)
- Morus tillaefolia
- Morus trilobata (M. australis var. trilobata)
- Morus wittiorum

## Classificação do gênero
| Sistema | Classificação                     | Referência               |
| ------- | --------------------------------- | ------------------------ |
| Linné   | Classe Monoecia, ordem Tetrandria | Species plantarum (1753) |